# Pablo Cedrón
Pablo Cedrón (Mar del Plata, 7 de enero de 1958-Buenos Aires, 1 de noviembre de 2017) fue un actor y guionista argentino, de destacada trayectoria en televisión y cine.

## Biografía
Pablo Cedrón comenzó su carrera trabajando en películas menores, y llegó a formar parte del programa humorístico De la cabeza junto a Alfredo Casero, colaborando en guiones y actuando.
Un año después, en 1994, el programa (que fue considerado de culto por los medios argentinos) comenzó a ser producido por el conductor televisivo Nicolás Repetto y pasó a llamarse Cha Cha Cha, incorporando en el elenco a Mariana Briski, Mex Urtizberea, que se completaban con Diego Capusotto, Rodolfo Samsó (Alacrán) y Fabio Alberti.
En este programa creó uno de sus personajes más importantes, el sexólogo Nelson Carmen Gómez, paraguayo y de vocabulario poco profesional, que respondía las preguntas del público a través de la conductora de un programa femenino de medio pelo. Tal fue la repercusión del personaje que el propio Repetto lo separó del grupo original y lo llevó a su programa (Nico - 1995), de gran éxito en los mediodías porteños, para que cumpliera idéntico rol. En el mismo programa se destacó por sus actuaciones en secciones como El Fiscal o el Tanguero del Playback.
Previamente se desempeñó como modelo publicitario haciendo campañas para Gancia y By Deep, y como actor en obras de corte under y de bajo presupuesto.
En 1989 se casó con Valentina Bruzzone y en 1990 tuvo a su único hijo, Santiago Aquiles Cedrón.
Su carrera no se limitó a las parodias humorísticas, y tiempo después tomó parte en producciones de Pol-ka Producciones como Verdad Consecuencia, Carola Casini, Campeones, Sin Código,Botines y Mujeres Asesinas. En 2005 participó en la producción Algo habrán hecho por la historia argentina, donde representó al prócer José de San Martín. 
Su carrera en el cine fue en ascenso, con papeles protagónicos en producciones como Felicidades, Cabeza de tigre, El viento, y en especial la exitosa y multipremiada El aura, del fallecido Fabián Bielinsky. 
Durante 2006 compuso a Falucho, uno de los personajes antagónicos de la exitosa comedia Sos mi vida, vendida a varios países, que cosechó fanáticos alrededor del mundo por su particular manera de hablar, de actuar y de estafar. De su personaje pueden destacarse muchas frases que luego adquirieron difusión, varias de ellas surgidas de forma espontánea e improvisada (rasgo particular de Cedrón) y no del guion original de la tira.
Escribió la obra de teatro "El Caso Pignataro - Sánchez", una parodia sobre boxeadores que fue dirigida por Tony Lestingi y donde compartió el escenario con Carlos Nieto.
En 2007 escribió, dirigió y actuó en la obra teatral Jamel, teatro sin animales junto a Marcelo Mazzarello y Carlos Belloso, compañeros de la comedia mencionada anteriormente, y Ernesto Claudio, actor argentino que desempeñó papeles de reparto en producciones nacionales. La obra contó con la producción de Fernando Gastón.
Hizo una participación especial como villano en la telenovela Malparida en el papel del padre de Renata (Juana Viale). En 2012 hace un personaje llamado Damasio en telenovela "Sos mi hombre".
En 2015 trabajó en los programas Los Siete Locos y Los Lanzallamas e Historia de un clan.
Entre 2012 y 2016 desarrolló la serie Romanos en la que, además de ser  coprotagonista junto a Pablo García Plandolit, desarrolló los guiones y formó parte de la producción. Romanos fue producida por Martín Lavini para Dontask y dirigida por Andrés Cedrón y, luego de haber ganado varios premios y de recibir más de veinte nominaciones en diferentes festivales del mundo, se estrenó el 25 de abril de 2017 en la plataforma Cine.ar/play pasando a ser uno de los contenidos más vistos en la plataforma. El 1 de julio de 2017 y debido al éxito en la web, fue estrenada en el canal de TV I.Sat. 
El 1 de noviembre de 2017, a sus 59 años de edad, falleció luego de luchar durante meses con un cáncer de hígado.

## Cine
| Año  | Título                        | Personaje     | Director                                 | Notas             |
| ---- | ----------------------------- | ------------- | ---------------------------------------- | ----------------- |
| 1971 | El habilitado                 |               | Jorge Cedrón                             |                   |
| 1975 | La Raulito                    |               | Lautaro Murúa                            |                   |
| 1975 | La película                   |               | José María Paolantonio                   |                   |
| 1984 | El juguete rabioso            | Silvio Astier | Aníbal Di Salvo y José María Paolantonio |                   |
| 1985 | Las barras bravas             | Roberto       | Enrique Carreras                         |                   |
| 1986 | Expreso a la emboscada        | Luis          | Gilles Béhat                             |                   |
| 1986 | Pinocho                       |               | Alejandro Malowicki                      |                   |
| 1999 | Río escondido                 | Luis          | Mercedes García Guevara                  |                   |
| 2000 | Felicidades                   | Rodolfo       | Lucho Bender                             | También guionista |
| 2001 | Cabeza de tigre               | French        | Claudio Etcheberry                       |                   |
| 2002 | En ausencia                   |               | Lucía Cedrón                             | Cortometraje      |
| 2005 | El viento                     | Miguel Dufour | Eduardo Mignogna                         |                   |
| 2005 | El aura                       | Sosa          | Fabián Bielinsky                         |                   |
| 2007 | Aparecidos                    | Gabriel       | Paco Cabezas                             |                   |
| 2008 | Blanco i Negro (Cortometraje) |               |                                          |                   |
| 2011 | Aballay                       | Aballay       | Fernando Spiner                          |                   |
| 2014 | Boca de pozo                  | Lucho         | Simón Franco                             |                   |
| 2015 | El movimiento                 | El Señor      | Benjamín Naishtat                        |                   |
| 2016 | El invierno                   |               | Emiliano Torres                          |                   |
| 2017 | El otro hermano               | Enzo          | Adrián Caetano                           |                   |
| 2017 | Sólo se vive una vez          | Olivera       | Federico Cueva                           |                   |
| 2020 | Caballo de mar                | Rolo          | Ignacio Busquier                         |                   |

## Televisión
| Año       | Título                         | Canal      | Personaje                          | Notas                             |
| --------- | ------------------------------ | ---------- | ---------------------------------- | --------------------------------- |
| 1984      | Entre el amor y el poder       | Canal 9    | Marcelo                            |                                   |
| 1992-1993 | De la cabeza                   | América    | Varios personajes                  | Programa de televisión            |
| 1994      | Cha Cha Cha                    | América    | Varios personajes                  | Programa de televisión            |
| 1995      | Nico                           | Telefe     | Sexólogo Nelson Gómez              | Programa de televisión            |
| 1996      | 90 60 90 modelos               | Canal 9    | Diego Nilson                       |                                   |
| 1996–1997 | Carola Casini                  | Canal 13   | el chileno                         |                                   |
| 1998      | Fiscales                       | Telefe     | Miguel Ángel                       |                                   |
| 1999–2000 | Campeones de la Vida           | Canal 13   | Chavero                            |                                   |
| 2001      | Cuatro amigas                  | Telefe     | Jack Durand                        |                                   |
| 2002      | Tiempo final                   | Telefe     | Ep: "La Tabernera"                 |                                   |
| 2003      | Malandras                      | Canal 9    | Julio                              |                                   |
| 2005      | Sin código                     | Canal 13   | Carlos                             |                                   |
| 2005      | Botines                        | Canal 13   |                                    |                                   |
| 2005      | Mujeres asesinas               | Canal 13   | Víctor                             | Ep: "Cándida, esposa improvisada" |
| 2005      | Algo habrán hecho              | Canal 13   | José de San Martín                 | Programa de televisión            |
| 2006      | Sos mi vida                    | Canal 13   | Falucho / Hernando Pérez Garmendia |                                   |
| 2007      | Lalola                         | América    | Théo                               |                                   |
| 2008      | Variaciones                    | TV Pública | Arce                               | Episodio: "Último round"          |
| 2010      | Malparida                      | Canal 13   | Felipe Medina                      |                                   |
| 2011      | Un año para recordar           | Telefe     |                                    |                                   |
| 2012-2013 | Sos mi hombre                  | Canal 13   | Damasio                            |                                   |
| 2013      | Farsantes                      | Canal 13   | Santiago Malvarez                  |                                   |
| 2015      | Historia de un clan            | Telefé     | Labarde                            |                                   |
| 2016      | Nafta Súper                    | Space      | El Ejecutor                        |                                   |
| 2017      | Romanos                        | I.Sat      | Lionel - Dr. Timpanaro             | También guionista de la serie     |
| 2018      | Martín, el hombre y la leyenda | Mega       |                                    |                                   |